# Наволок (Виноградовский район)
На́волок — сельский населённый пункт в Виноградовском районе Архангельской области России.

## География
Наволок расположен на левом берегу реки Северная Двина, напротив деревни Прилук. Деревня входит в состав Шидровского сельского поселения, Виноградовского муниципального района. Выше Наволока по течению Двины находятся деревни Чамово и Шужега. Через деревню протекает река Ракула (приток реки Лудега). Между Северной Двиной и Наволоком находится озеро Лудега.

## Демография
В 1888 году в деревне Остолоповской насчитывалось 93 души обоего пола. По переписи 1920 года в Наволоцком сельском обществе Ростовской волости проживал 421 человек. Население деревни, по данным Всероссийской переписи населения 2010 года, составляет 42 человека. В 2009 году в Наволоке проживало 65 человек, в том числе 23 пенсионера.

## Гражданская война
В 1918—1919 годах Наволок был оккупирован интервентами.

## Экономика
Наволок находится чуть в стороне от автотрассы идущей от Архангельска до Котласа (Усть-Вага — Ядриха), на автодороге ведущей к посёлку Шидрово.

## Часовой пояс
Наволок, также как и вся Архангельская область, находится в часовом поясе, обозначаемом по международному стандарту как Moscow Time Zone (MSK/MSD). Смещение относительно Всемирного координированного времени UTC составляет +3:00 (MSK, зимнее время) и +4:00 (MSD, летнее время).

## Топографические карты
- [mapp38.narod.ru/map1/index39.html P-38-39,40. (Лист Рочегда)]
- Наволок на Wikimapia
- Наволок. Публичная кадастровая карта. Архивировано из оригинала 5 марта 2016 года.